# Budongoboszanger
De budongoboszanger (Phylloscopus budongoensis) is een zangvogel uit de familie Phylloscopidae.

## Verspreiding en leefgebied
Deze soort komt voor in Kameroen, Congo, Congo, Equatoriaal-Guinea, Gabon, Kenia en Oeganda.